# Parma microlepis
Parma microlepis är en fiskart som beskrevs av Günther 1862. Parma microlepis ingår i släktet Parma och familjen Pomacentridae. Inga underarter finns listade i Catalogue of Life.